# برونو مينيزيس
برونو مينيزيس (20 مارس 1984 بسانتوس، ساو باولو في البرازيل - ) هو لاعب كرة قدم برازيلي في مركز الدفاع. لعب مع شيكاغو فاير ونادي ساو كارلوس وماريليا أتلتيكو ‏ وجمعية أرابيراكا الرياضية وأونياو ساو جواو ‏ ونادي موجي ميريم ونادي كويابا وFort Lauderdale Strikers (2006–2016) ‏.

## وصلات خارجية
- برونو مينيزيس على موقع الدوري الأمريكي (الإنجليزية)
- برونو مينيزيس على موقع قاعدة بيانات كرة القدم.إي يو (الإنجليزية)